# سرخاب (جماعت)
سرخاب  (به خط تاجیکی: ҷамоати деҳоти Сурхоб) جماعت دهات در کشور تاجیکستان است که در ناحیهٔ لخش، ناحیه‌های تابع جمهوری قرار دارد. جمعیت این جماعت ۲۳۶۷ است.

## لیست دهات تابعه
- ‌آبشاران (Обшорон) [سابقا سوگت / Сугат]
- بوشالان (Бушолон) [سابقا شیلبیلی / Шилбилӣ]
- خوشحال (Хушҳол)
- دشت مرغان (Дашти мурғон) [سابقا جیلاندی / Ҷилондӣ]
- دواغبه (Дуағба) [سابقا قوش‌اغبه / Қӯшағба]